# Danesh (Bildungszeitschrift)
Danesh (persisch دانش, DMG Dāneš, ‚Wissen‘) ist der Titel von sieben verschiedenen persischsprachigen Zeitschriften, die seit 1882 herausgegeben wurden. Diese Danesh war eine in 1945 in Teheran gegründete Zeitschrift, die als Organ der Vereinigung der Absolventen der Teheraner Lehrerakademie (Jamʿīyat-e fāreḡ-al-taḥṣīlān-e Dāneš-sarā-ye ʿālī-e Teheran) diente.